# Каміль Гросицький
Каміль Гросицький (пол. Kamil Paweł Grosicki, нар. 8 червня 1988, Щецин) — польський футболіст, півзахисник клубу «Погонь» та національної збірної Польщі.

## Клубна кар'єра
Вихованець футбольної школи клубу «Погонь» (Щецин). Дорослу футбольну кар'єру розпочав 2005 року в основній команді того ж клубу, в якій провів два сезони, взявши участь у 23 матчах чемпіонату.
Своєю грою за цю команду привернув увагу представників тренерського штабу клубу «Легія», до складу якого приєднався 2007 року. Відіграв за команду з Варшави наступні два сезони своєї ігрової кар'єри.
Згодом з 2008 по 2009 рік грав на умовах оренди у складі команди швейцарського клубу «Сьйон».
2009 року приєднався до клубу «Ягеллонія», спочатку як орендований гравець, а згодом на умовах повноцінного контракту. Провів у складі його команди два з половиною сезони. Більшість часу, проведеного у складі «Ягеллонії», був основним гравцем команди.
У січні 2011 року за 900 тис. євро перейшов до складу турецького «Сівасспора», у складі якого провів наступні три роки своєї кар'єри гравця. Більшість часу, проведеного у складі «Сівасспора», був основним гравцем команди.
З 24 січня 2014 року три роки захищав кольори французького клубу «Ренн». Граючи у складі «Ренна» також здебільшого виходив на поле в основному складі команди.
31 січня 2017 року Гросицький перейшов у англійський «Галл Сіті», підписавши контракт на три з половиною роки. 4 лютого 2017 року Каміль дебютував у Прем'єр-лізі, втім за результатами того сезону клуб вилетів у Чемпіоншип, де поляк продовжив виступати з клубом. Станом на 8 червня 2018 року відіграв за клуб з Галла 52 матчі в національному чемпіонаті.

## Виступи за збірну
2005 року дебютував у складі юнацької збірної Польщі, взяв участь у 7 іграх на юнацькому рівні, відзначившись одним забитим голом.
Протягом 2007–2010 років залучався до складу молодіжної збірної Польщі. На молодіжному рівні зіграв у 12 офіційних матчах, забив 2 голи.
2 лютого 2008 року дебютував за національну збірну Польщі у товариському матчі проти Фінляндії. 
У складі збірної був учасником домашнього Євро-2012, де був запасним гравцем, тому зіграв лише проти збірної Чехії. Втім вже на наступному чемпіонаті Європи 2016 року Гросицький був основним гравцем і з'явилися на всіх п'яти іграх на турнірі.
Через два роки був учасником чемпіонату світу 2018 року у Росії.
Наразі провів у формі головної команди країни 40 матчів, забив 8 голів.
| Дата       | Місто                   | Господарі  | Результат               | Гості                | Турнір                | Голи | Примітки |
| ---------- | ----------------------- | ---------- | ----------------------- | -------------------- | --------------------- | ---- | -------- |
| 2-2-2008   | Пафос (місто)           | Фінляндія  | 0 – 1                   | Польща               | товариський матч      | -    | 79'      |
| 27-2-2008  | Ґміна Вронкі            | Польща     | 2 – 0                   | Фінляндія            | товариський матч      | -    | 63'      |
| 10-10-2009 | Прага                   | Чехія      | 2 – 0                   | Польща               | Відбір до ЧС 2010     | -    | 81'      |
| 7-9-2010   | Краків                  | Польща     | 1 – 2                   | Австралія            | товариський матч      | -    | 75'      |
| 12-10-2010 | Монреаль                | Еквадор    | 2 – 2                   | Польща               | товариський матч      | -    | 68'      |
| 10-12-2010 | Анталья                 | Польща     | 2 – 2                   | Боснія і Герцеговина | товариський матч      | -    |          |
| 9-2-2011   | Фару                    | Польща     | 1 – 0                   | Норвегія             | товариський матч      | -    | 64'      |
| 25-3-2011  | Каунас                  | Литва      | 2 – 0                   | Польща               | товариський матч      | -    | 46'      |
| 29-3-2011  | Лариса (місто)          | Греція     | 0 – 0                   | Польща               | товариський матч      | -    | 77'      |
| 5-6-2011   | Варшава                 | Польща     | 2 – 1                   | Аргентина            | товариський матч      | -    | 56'      |
| 29-2-2012  | Варшава                 | Польща     | 0 – 0                   | Португалія           | товариський матч      | -    | 67'      |
| 22-5-2012  | Клагенфурт-ам-Вертерзеє | Польща     | 1 – 0                   | Латвія               | товариський матч      | -    |          |
| 2-6-2012   | Варшава                 | Польща     | 4 – 0                   | Андорра              | товариський матч      | -    | 79'      |
| 16-6-2012  | Вроцлав                 | Чехія      | 1 – 0                   | Польща               | ЧЄ 2012 - 1-й етап    | -    | 56'      |
| 15-8-2012  | Таллінн                 | Естонія    | 1 – 0                   | Польща               | товариський матч      | -    | 57'      |
| 7-9-2012   | Подгориця               | Чорногорія | 2 – 2                   | Польща               | Відбір до ЧС 2014     | -    | 46'      |
| 12-10-2012 | Варшава                 | Польща     | 1 – 0                   | ПАР                  | товариський матч      | -    | 46'      |
| 17-10-2012 | Варшава                 | Польща     | 1 – 1                   | Англія               | Відбір до ЧС 2014     | -    | 83'      |
| 14-11-2012 | Гданськ                 | Польща     | 1 – 3                   | Уругвай              | товариський матч      | -    | 73'      |
| 6-2-2013   | Дублін                  | Ірландія   | 2 – 0                   | Польща               | товариський матч      | -    | 46'      |
| 26-3-2013  | Варшава                 | Польща     | 5 – 0                   | Сан-Марино           | Відбір до ЧС 2014     | -    |          |
| 4-6-2013   | Краків                  | Польща     | 2 – 0                   | Ліхтенштейн          | товариський матч      | -    | 46'      |
| 6-6-2014   | Гданськ                 | Польща     | 2 – 1                   | Литва                | товариський матч      | -    | 71'      |
| 7-9-2014   | Фару                    | Гібралтар  | 0 – 7                   | Польща               | Відбір до ЧЄ 2016     | 2    | 78'      |
| 11-10-2014 | Варшава                 | Польща     | 2 – 0                   | Німеччина            | Відбір до ЧЄ 2016     | -    | 81'      |
| 14-10-2014 | Варшава                 | Польща     | 2 – 2                   | Шотландія            | Відбір до ЧЄ 2016     | -    | 89'      |
| 14-11-2014 | Тбілісі                 | Грузія     | 0 – 4                   | Польща               | Відбір до ЧЄ 2016     | -    | 69'      |
| 13-6-2015  | Варшава                 | Польща     | 4 – 0                   | Грузія               | Відбір до ЧЄ 2016     | -    | 80'      |
| 16-6-2015  | Гданськ                 | Польща     | 0 – 0                   | Греція               | товариський матч      | -    |          |
| 4-9-2015   | Франкфурт-на-Майні      | Німеччина  | 3 – 1                   | Польща               | Відбір до ЧЄ 2016     | -    | 66' 83'  |
| 7-9-2015   | Варшава                 | Польща     | 8 – 1                   | Гібралтар            | Відбір до ЧЄ 2016     | 2    |          |
| 8-10-2015  | Глазго                  | Шотландія  | 2 – 2                   | Польща               | Відбір до ЧЄ 2016     | -    |          |
| 11-10-2015 | Варшава                 | Польща     | 2 – 1                   | Ірландія             | Відбір до ЧЄ 2016     | -    | 85'      |
| 13-11-2015 | Варшава                 | Польща     | 4 – 2                   | Ісландія             | товариський матч      | 1    | 86'      |
| 17-11-2015 | Вроцлав                 | Польща     | 3 – 1                   | Чехія                | товариський матч      | 1    | 71' 72'  |
| 23-3-2016  | Познань                 | Польща     | 1 – 0                   | Сербія               | товариський матч      | -    | 75'      |
| 26-3-2016  | Вроцлав                 | Польща     | 5 – 0                   | Фінляндія            | товариський матч      | 2    |          |
| 1-6-2016   | Гданськ                 | Польща     | 1 – 2                   | Нідерланди           | товариський матч      | -    | 76'      |
| 6-6-2016   | Вроцлав                 | Польща     | 0 – 0                   | Литва                | товариський матч      | -    | 77'      |
| 12-6-2016  | Ніцца                   | Польща     | 1 – 0                   | Північна Ірландія    | ЧЄ 2016 - 1-й етап    | -    | 80'      |
| 16-6-2016  | Сен-Дені                | Німеччина  | 0 – 0                   | Польща               | ЧЄ 2016 - 1-й етап    | -    | 55' 87'  |
| 21-6-2016  | Марсель                 | Україна    | 0 – 1                   | Польща               | ЧЄ 2016 - 1-й етап    | -    | 71'      |
| 25-6-2016  | Сент-Етьєн              | Швейцарія  | 1 – 1 д.ч. (4 – 5 п.п.) | Польща               | ЧЄ 2016 - 1/8 фіналу  | -    | 104'     |
| 30-6-2016  | Марсель                 | Польща     | 1 – 1 д.ч. (3 – 5 п.п.) | Португалія           | ЧЄ 2016 - чвертьфінал | -    | 82'      |
| 8-10-2016  | Варшава                 | Польща     | 3 – 2                   | Данія                | Відбір до ЧС 2018     | -    | 74'      |
| 11-10-2016 | Варшава                 | Польща     | 2 – 1                   | Вірменія             | Відбір до ЧС 2018     | -    | 70'      |
| 11-11-2016 | Бухарест                | Румунія    | 0 – 3                   | Польща               | Відбір до ЧС 2018     | 1    | 89'      |
| 14-11-2016 | Варшава                 | Польща     | 1 – 1                   | Словенія             | товариський матч      | -    | 71'      |
| 26-3-2017  | Подгориця               | Чорногорія | 1 – 2                   | Польща               | Відбір до ЧС 2018     | -    | 90'      |
| 10-6-2017  | Варшава                 | Польща     | 3 – 1                   | Румунія              | Відбір до ЧС 2018     | -    |          |
| 1-9-2017   | Копенгаген              | Данія      | 4 – 0                   | Польща               | Відбір до ЧС 2018     | -    |          |
| 4-9-2017   | Варшава                 | Польща     | 3 – 0                   | Казахстан            | Відбір до ЧС 2018     | -    | 90'      |
| 5-10-2017  | Єреван                  | Вірменія   | 1 – 6                   | Польща               | Відбір до ЧС 2018     | 1    | 72'      |
| 8-10-2017  | Варшава                 | Польща     | 4 – 2                   | Чорногорія           | Відбір до ЧС 2018     | 1    |          |
| 10-11-2017 | Варшава                 | Польща     | 0 – 0                   | Уругвай              | товариський матч      | -    |          |
| 27-3-2018  | Варшава                 | Польща     | 3 – 2                   | Південна Корея       | товариський матч      | 1    |          |
| 8-6-2018   | Познань                 | Польща     | 2 – 2                   | Чилі                 | товариський матч      | -    | 67'      |
| Усього     |                         | Матчів     | 57                      |                      | Голів                 | 12   |          |

## Титули та досягнення
- Володар Кубка Польщі (2):

«Легія»: 2007-08
«Ягеллонія»: 2009-10
- Володар Суперкубка Польщі (1):

«Ягеллонія»: 2010